# 共和国のための会議
共和国のための会議（きょうわこくのためのかいぎ、アラビア語: المؤتمر من أجل الجمهورية, al-Mu’tamar min ajl il-Jumhūriyyah ; フランス語: Congrès pour la République）は、中道左派の世俗主義のチュニジアの政党である。Al Mottamarやフランス語表記の頭文字をとってCPRとも呼ばれる。2001年に設立されたが、 2011年のジャスミン革命後まで非合法化されていた。アブデルラウーフ・アヤディが2011年12月31日から総裁を務めていた

## 歴史

### 設立
CPRの設立は2001年6月25日に 総裁となる医師・医学教授・人権活動家であるムンセフ・マルズーキーと事務局長となるナジーハ・レジーバ(Oum Ziad)、副総裁となるアブデルラウーフ・アヤーディ、会計となるサミール・ベン・アモル、名誉総裁のモハメド・シャクルーンなどからなる31人の人々によって宣言された CPRはチュニジアにおいて「初となる」共和制的な政府の形体を導入することを目指していると宣言した。これは表現の自由と結社の自由、「自由かつ公正な」、「選挙のプロセスのすべての段階を純粋に確認できる国家の、そして国際的な監視によって保証される」選挙の維持などを指している。 CPRの宣言は新しい憲法と政府の異なる機能の厳密な分離、人権の保証、男女同権、個々人と集団の権利を守るための憲法裁判所を求めるものでもあった。 CPRはチュニジアが国家の民族自決権を維持するために、特にパレスチナ人のために、欧州連合に対して誓約の再交渉を求めた。

### 2001年–2010年
2002年、ザイン・アル＝アービディーン・ベン・アリー政権の間、CPRは禁じられていた。 リーダーのマルズーキはパリに亡命した。 しかしながら、同党は2011年までフランスで活動をし続け、「事実上」存在を保っていた。

### 2011年
ジャスミン革命の間のフアド・メバザ大統領代行によるベン・アリー大統領の罷免に続いて、CPRのモンセフ・マルズーキ総裁はチュニジアに帰還し、次回のチュニジア総選挙に出馬すると表明した。 彼は2011年1月18日にチュニジアに帰還した。
共和国のための会議の象徴は、モンセフ・マルズーキの特徴的なメガネを暗示している赤いメガネである。CPRの若い支持者たちはマルズーキへの支持を示すためにアクセサリーとして赤いメガネを着用すると知られている。
2011年の憲法制定会議の選挙で、CPRは一般投票のうち8.7%を獲得し、憲法制定国民議会の217議席中29議席を得て、第2党となった。その後同党は最大多数のイスラム主義のアンナハダと、第3党のエタカトルと連立を組んだ。それに応じて憲法制定会議はCPRの総裁モンセフ・マルズーキを、2011年12月12日に暫定的なチュニジアの大統領に選んだ。その上でマルズーキはCPRが参与するアンナハダ主導の政府を任命した。

### 2012年
2012年5月、離反したCPRの党員たちが同党を去り、「自由と民主主義の会議」を組織した。この分裂した党は元CPRの事務局長アブドルラウーフ・アヤーディによって率いられている。 彼は憲法制定会議の12人の議員とともにしている。

### 2013年
2013年2月6日、野党「民主愛国主義者運動」のベライード党首が何者かに暗殺された事件に伴い発生した政治危機を回避するため当時首相だったジェバーリがテクノクラート（実務者）内閣を提案したものの、CPRはこれを受け入れず、閣僚の引き上げまで行った。後にアンナハダも反対し、ジェバーリが辞任し代わりにラアレイエドを首相になったことで一旦騒乱は収まった。
2013年4月17日、制憲国民議会は、首都チュニスのある幼稚園における3歳の少女の強姦事件を受けて提出された女性省のシハーム・バーディ大臣の不信任案を否決した。また、観測筋によれば採決の結果は予め見えており、連立政権にとっては国家の諸問題よりも自分たちの団結のほうが重要であるといえるそうだ。

## 党役員
- モンセフ・マルズーキ
- モハメッド・アブー
- Fethi Jerbi
- Zouhour Kourda
- サミール・ベン・アモル
- Monia Bouali
- Khaled Ben Mbarek[11]